# Música de Indonesia
Indonesia es un país con muchas etnias y grupos tribales diferentes, y su música es igualmente diversa, con cientos de formas y estilos distintos. Cada región tiene su propia cultura y arte, y como resultado, la música tradicional varía significativamente de una zona a otra. Por ejemplo, cada tipo de música tradicional suele estar acompañado por su propia danza y teatro. La escena musical contemporánea también ha sido fuertemente influenciada por varias influencias extranjeras, como las de Estados Unidos, Reino Unido, Japón, Corea y la India.
La música de Java, Sumatra, Bali, Flores (Islas menores de la Sonda) y otras islas ha sido bien documentada y grabada, y la investigación por parte de académicos indonesios e internacionales sigue en curso. La música en Indonesia precede a los registros históricos; varias tribus indígenas suelen incorporar cánticos y canciones acompañadas de instrumentos musicales en sus rituales. La música contemporánea de Indonesia también es popular en países vecinos como Malasia, Singapur y Brunéi.
En general, la música y las canciones tradicionales de Indonesia se caracterizan por un ritmo y armonía fuertes, con una notable influencia de la música clásica india, javanesa, árabe, china y malaya. Esta influencia es claramente visible en el popular género de música tradicional Dangdut.

## Instrumentos musicales

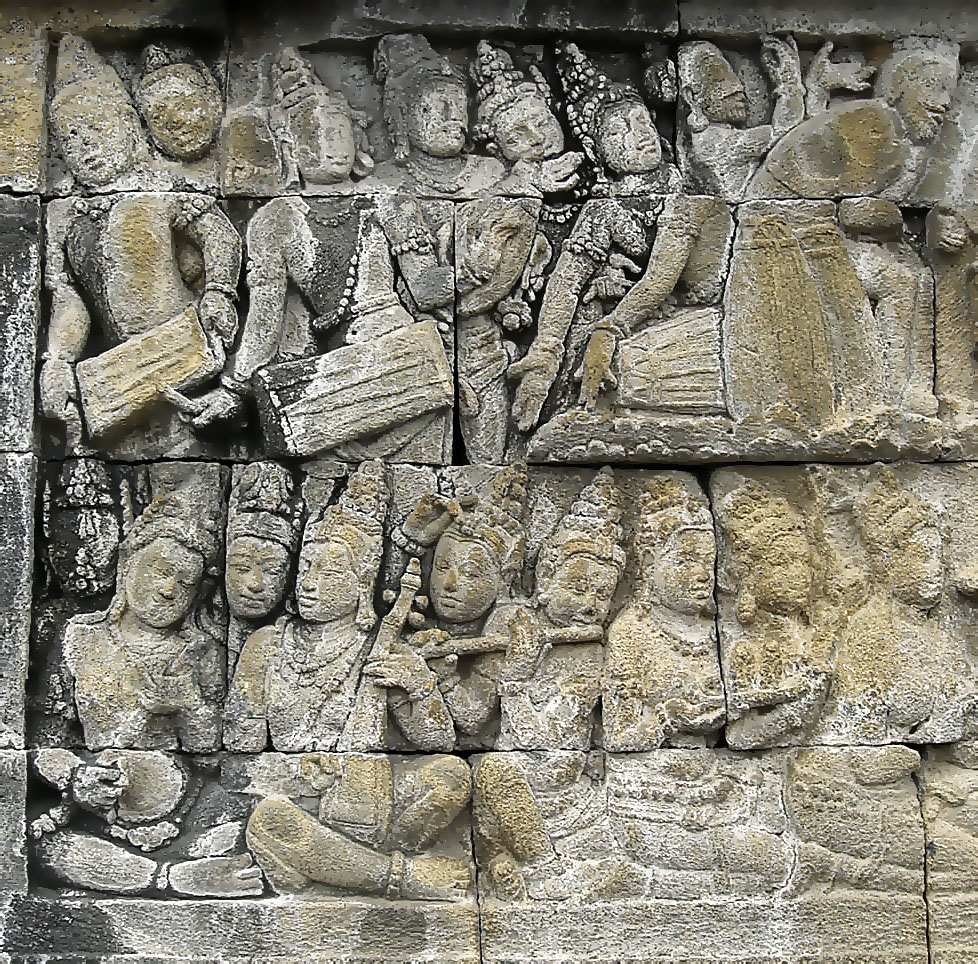
Músicos tocando un conjunto musical, relieve del del Templo de Borobudur, Java Central, Indonesia

La identidad musical de Indonesia, tal como la conocemos hoy en día, comenzó con la migración de la cultura de la Edad del Bronce al archipiélago indonesio en el siglo II o III a. C. Las músicas tradicionales de las tribus indonesias a menudo utilizan instrumentos de percusión, especialmente gongs y gendangs (tambores). Algunos de ellos desarrollaron instrumentos musicales elaborados y distintivos, como el instrumento de cuerdas sasando de la Isla de Rote, el angklung del pueblo sondanés, y la compleja y sofisticada orquesta de gamelán de Java y Bali.
De Indonesia es el gong chime (juego de gongs), que es un término genérico para un conjunto de pequeños gongs de olla con pico, de tono agudo. Los gongs se colocan en orden de tono, con el pico hacia arriba en cuerdas sostenidas en un marco de madera bajo. Los marcos pueden ser rectangulares o circulares (estos últimos a veces llamados "círculos de gong"), y pueden tener una o dos filas de gongs. Son tocados por uno a cuatro músicos, cada uno usando dos palos acolchados para golpearlos. Son un instrumento importante en muchos conjuntos musicales indonesios, como el gamelán, el kulintang y el talempong.

### Gamelán

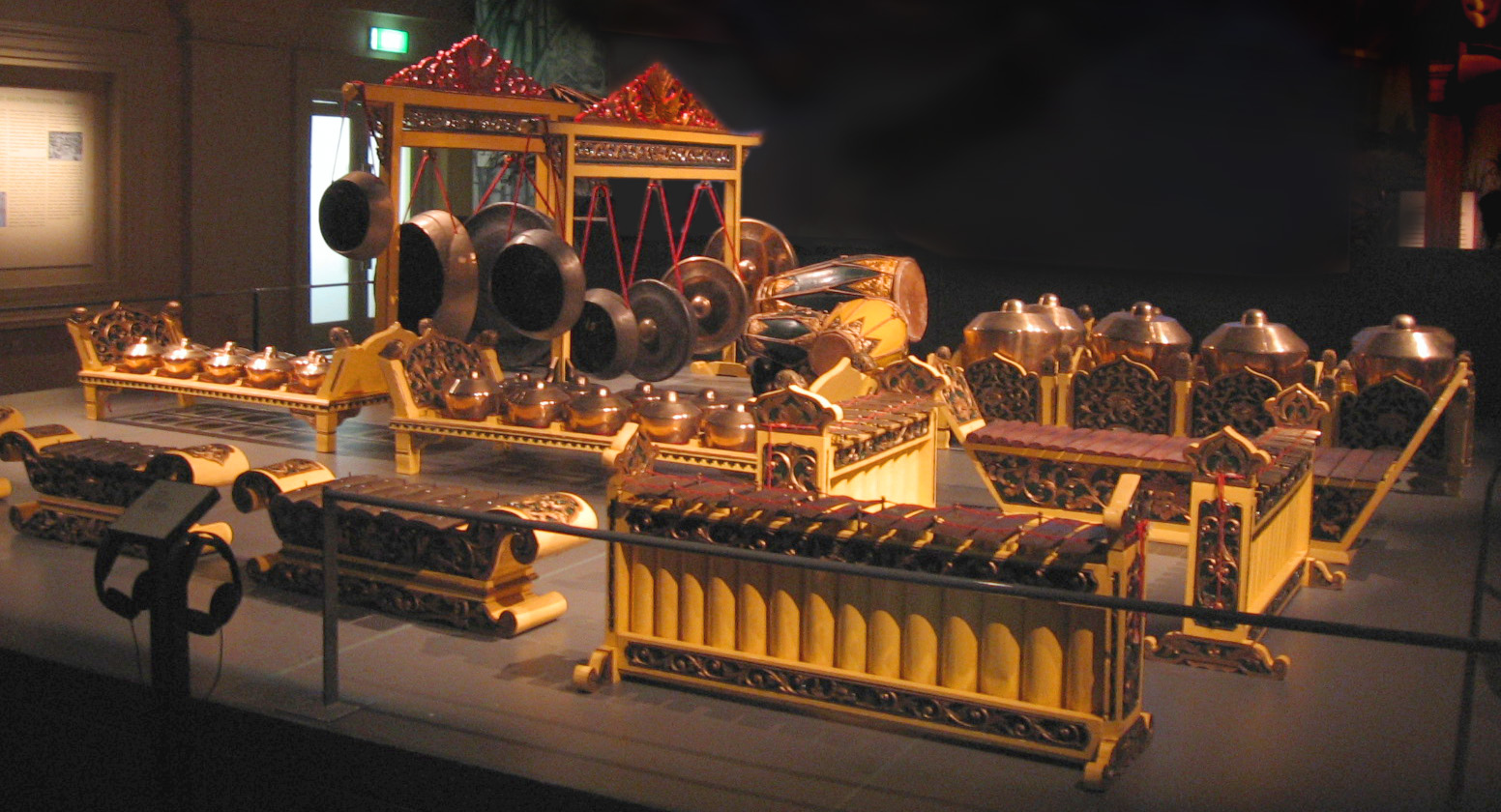
Gamelán javanés en el Museo de Civilizaciones Asiáticas, Singapur

La forma más popular y famosa de la música indonesia es probablemente el gamelán, un conjunto de instrumentos de percusión afinados que incluyen metalófonos, tambores, gongs y violín espigado junto con flautas de bambú. Conjuntos similares son frecuentes en toda Indonesia, Singapur y Malasia, sin embargo, el gamelán se originó en Java, Bali y Lombok.

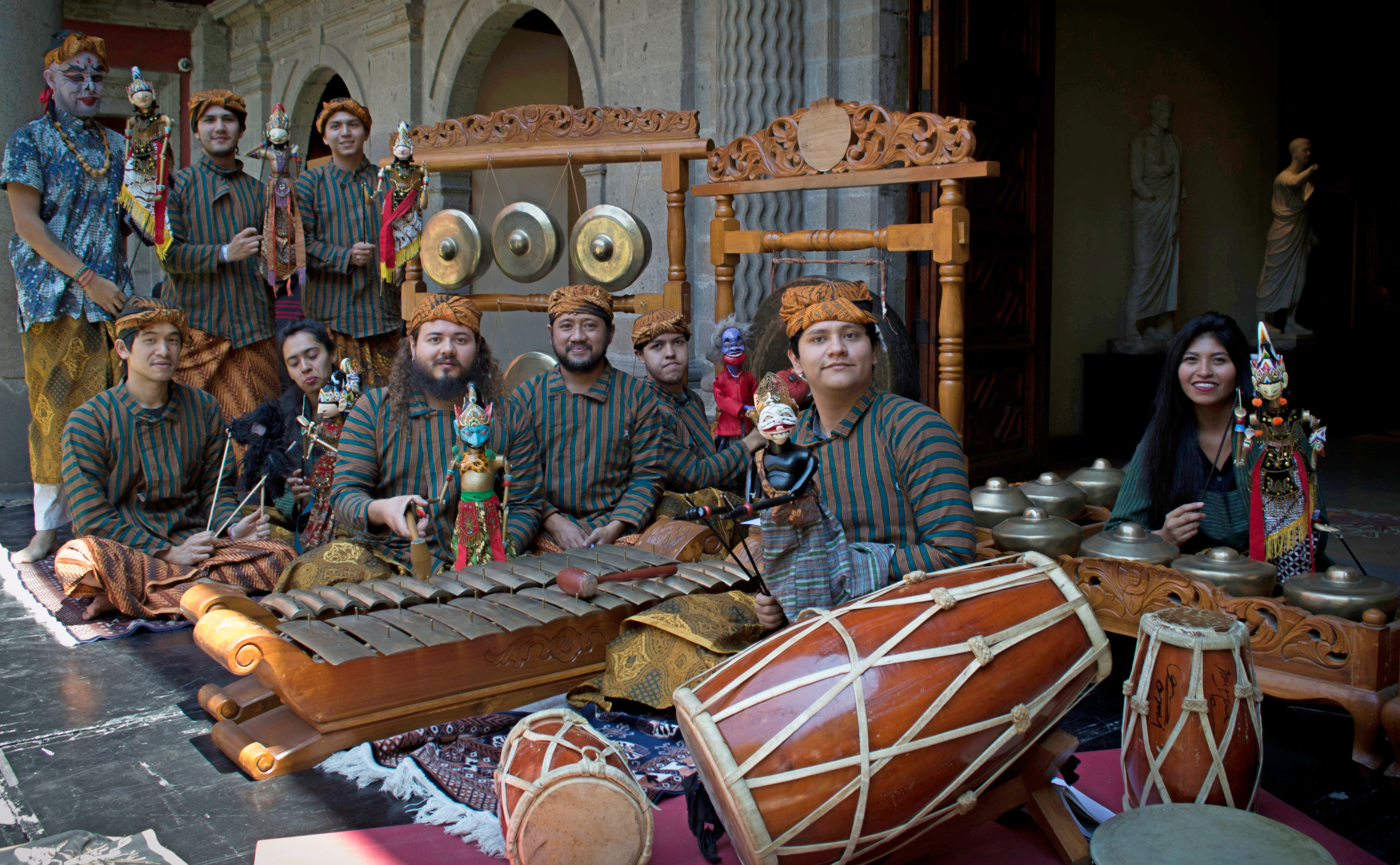
La Degung Sundanés gamelán en el Museo Nacional de las Culturas México, grupo Indra Swara.

En Java Central, el gamelán es intrincado y está meticulosamente dispuesto. La melodía central se toca en un metalófono en el centro de la orquesta, mientras que la ornamentación y elaboración de la melodía se encuentran al frente, y en la parte trasera, los gongs puntúan la música lentamente. Existen dos sistemas de afinación. Cada gamelán está afinado para sí mismo, y los intervalos entre notas en la escala varían entre conjuntos. Los metalófonos cubren cuatro octavas e incluyen tipos como el slenthem, demung, saron panerus y balungan. Se cree que el alma del gamelán reside en el gran gong, o gong ageng. Otros gongs están afinados en cada nota de la escala e incluyen ketuk, kenong y kempul. La sección delantera de la orquesta es diversa e incluye rebab, suling, siter, bonang y gambang. Los coros masculinos (gerong) y las vocalistas femeninas (pesindhen) son comunes. Con la llegada de los colonizadores neerlandeses, se desarrolló un sistema de numeración llamado kepatihan para registrar la música. La música y la danza en ese momento se dividieron en varios estilos basados en las principales cortes de la región—Surakarta, Yogyakarta, Pakualaman y Mangkunegaran.
El gamelán del este de Java es menos conocido que el de las partes central u occidental de la isla. Quizás lo más distintivo del área es el tambor gamyak extremadamente grande. En Java Occidental, antiguamente Sunda, existen varios tipos de gamelán. Gamelán Degung, gamelán salendro y tembang sunda son tres tipos principales. La minoría osing javanesa en el este de Java es conocida por su música social para bodas y otras celebraciones llamada gandrung, así como por el angklung, tocado por jóvenes aficionados, que es muy similar al gamelán Balinés.

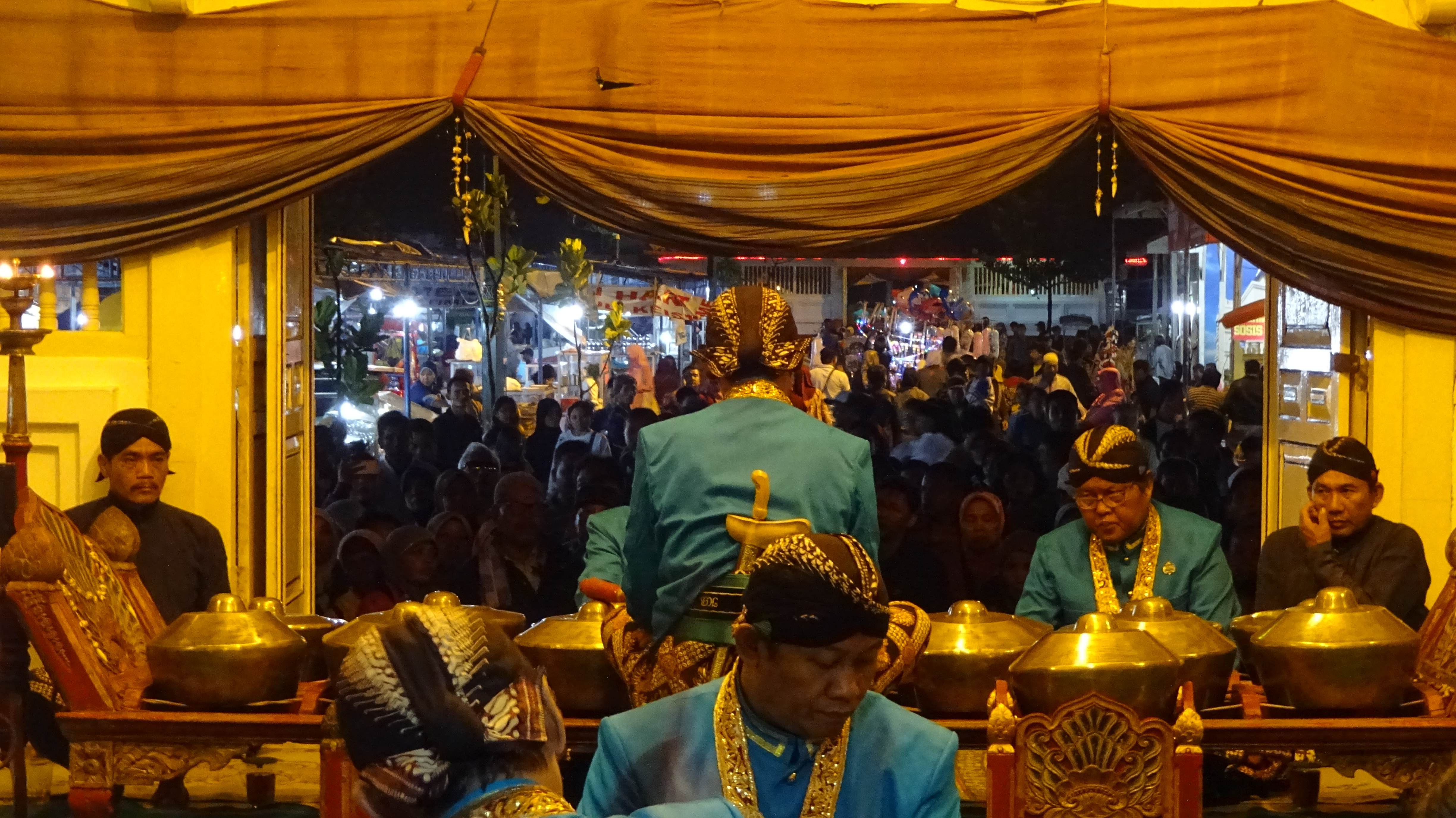
Gamelán Sekaten Kanjeng Kiai Guntur Madu (Uno de los gamelanes sagrados javaneses) es usualmente tocado todos los días durante una semana en la celebración del Sekaten en el Keraton Yogyakarta.

En Indonesia, el gamelán a menudo acompaña la danza, las representaciones de wayang o títeres, o rituales y ceremonias. Típicamente, los intérpretes del gamelán están familiarizados con los movimientos de danza y la poesía, mientras que los bailarines son capaces de tocar en el conjunto. En el wayang, el dalang (titiretero) debe tener un conocimiento profundo del gamelán, ya que él da las señales para la música. El gamelán puede ser interpretado por sí solo en estilo "klenengan", o para transmisiones de radio—y las presentaciones en conciertos son comunes en los conservatorios de artes nacionales fundados a mediados del siglo XX.

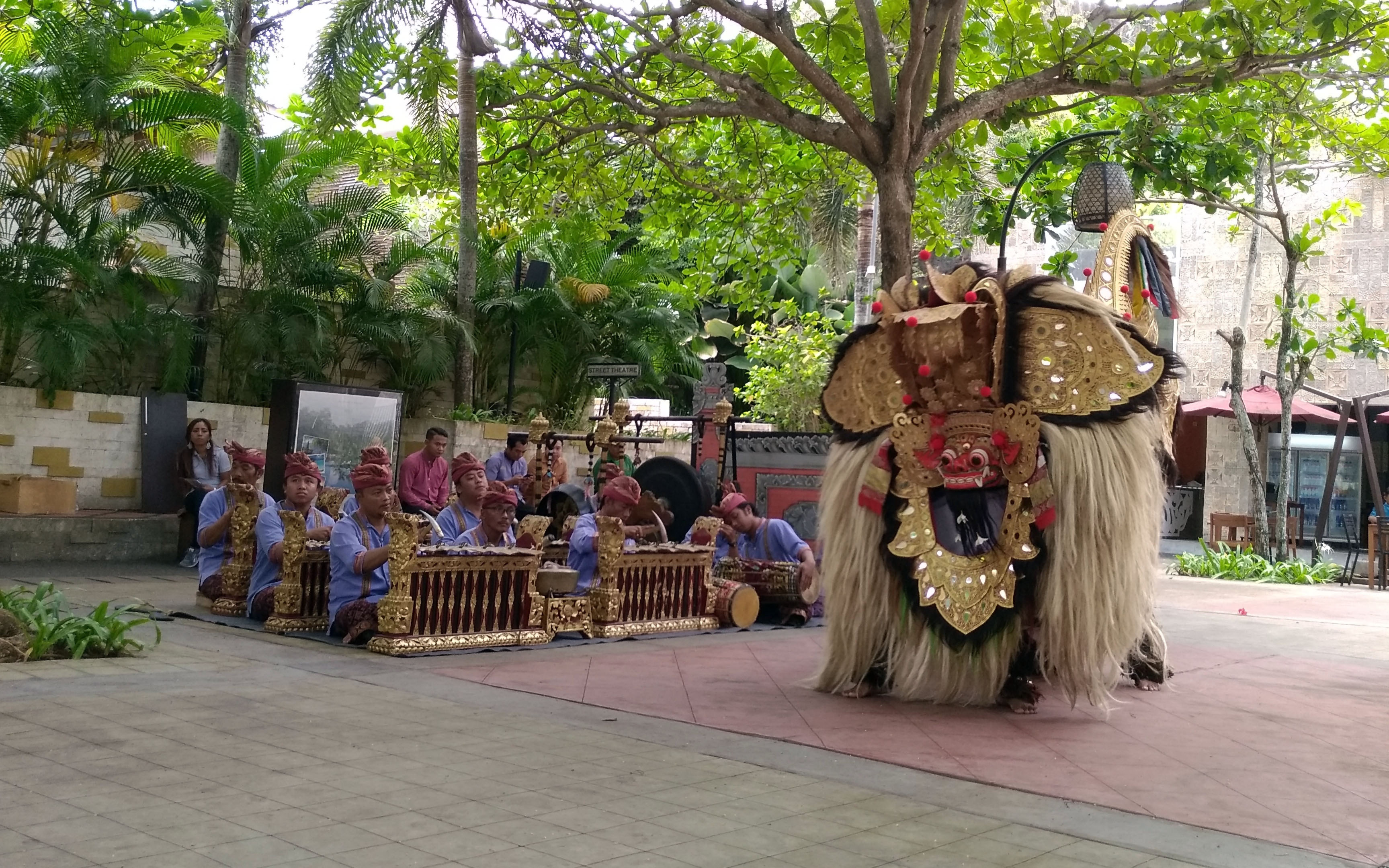
Conjunto de gamelán (o gambelan en el término balinés) acompañando al barong.

El papel del gamelán en los rituales es tan importante que existe un dicho javanés, "No es oficial hasta que el gong esté colgado". Algunas presentaciones están asociadas con la realeza, como las visitas del sultán de Yogyakarta. Ciertos gamelanes están asociados con rituales específicos, como el Gamelán Sekaten, que se utiliza en la celebración del Mawlid an-Nabi (nacimiento de Mahoma). En Bali, casi todos los rituales religiosos incluyen la actuación de gamelán. El gamelán también se utiliza en las ceremonias de la Iglesia católica en Indonesia. Ciertas piezas están designadas para iniciar y finalizar actuaciones o ceremonias. Cuando se comienza a tocar una pieza de "finalización" (como "Udan Mas"), el público sabrá que el evento está casi terminado y comenzará a retirarse. Algunas piezas también se cree que poseen poderes mágicos y pueden usarse para ahuyentar a los malos espíritus.

### Talempong

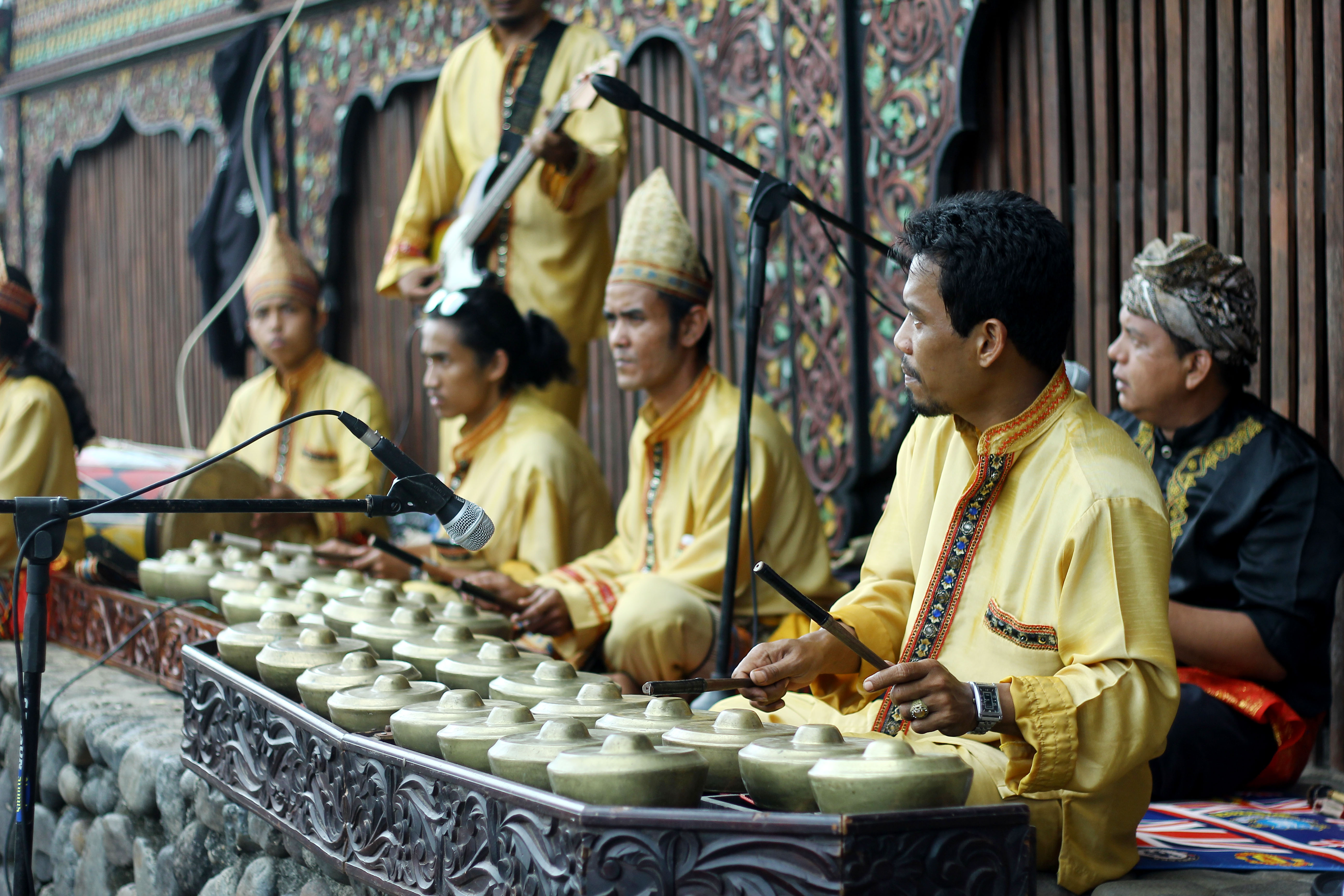
Actuación de Talempong

El Talempong es un instrumento tradicional del pueblo Minangkabau de Sumatra Occidental. Su forma es casi igual a la del instrumento bonang en el conjunto de gamelán. Los talempongs pueden estar hechos de latón, aunque algunos están hechos de madera y piedra. Se tocan golpeándolos con una varilla de madera o un palo. El talempong se suele utilizar para acompañar danzas o espectáculos de bienvenida, como los típicos Tari Piring, Tari Pasambahan, Tari Alang, Tari Suntiang Pangulu y Tari Gelombang. El talempong suele interpretarse con un acompañamiento de acordeón, un tipo de órgano que se toca con la mano derecha del intérprete. Además del acordeón, instrumentos como el saluang, gandang, la serunai y otros instrumentos tradicionales minangkabau también se tocan comúnmente con el talempong.

### Kulintang

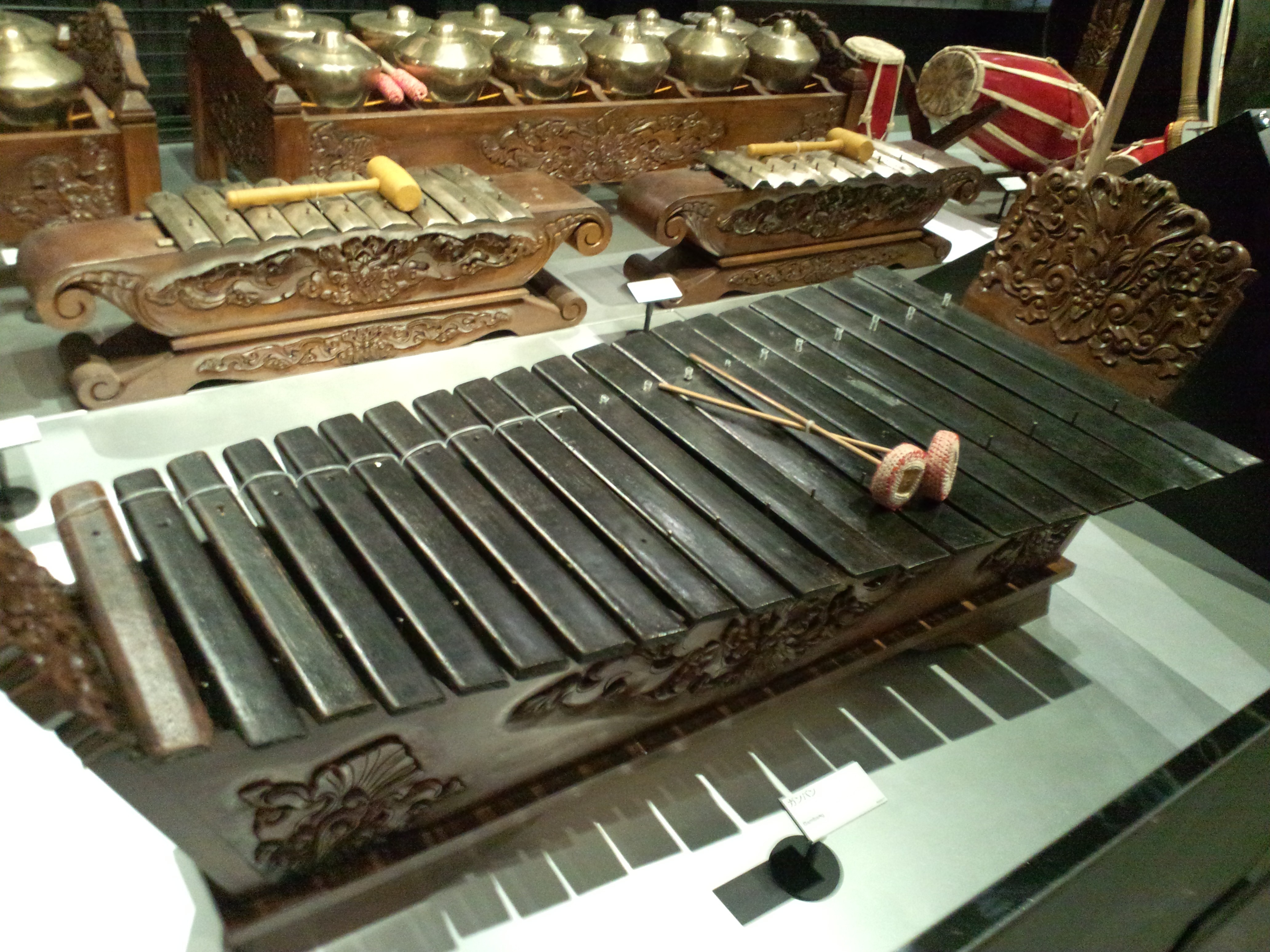
Réplica de un instrumento musical kulintang, similar al Gambang.

El Kolintang o kulintang es un instrumento de percusión de bronce y madera originario del este de Indonesia y también de Filipinas. En Indonesia, está particularmente asociado con el pueblo minahasa de las islas Célebes del Norte, aunque también es popular en las Molucas y Timor. El instrumento consta de una fila o conjunto de 5 a 9 gongs de olla graduados, dispuestos horizontalmente sobre un marco en orden de tono, con el gong más bajo ubicado a la izquierda del intérprete. Los gongs están dispuestos en el instrumento con la cara hacia arriba sobre dos cuerdas que corren paralelas a toda la longitud del marco, con palos o barras de bambú/madera colocados perpendicularmente a través del marco, creando un conjunto completo de kulintang llamado "pasangan".
El principal propósito de la música kulintang en la comunidad es funcionar como entretenimiento social a nivel profesional y popular. Esta música es única en el sentido de que se considera una música pública en el sentido de que todos pueden participar. No solo los intérpretes tocan, sino que también se espera que los miembros del público participen. Estas interpretaciones son importantes porque reúnen a las personas de la comunidad y de las regiones adyacentes, ayudando a unir comunidades que de otro modo no habrían interactuado entre sí. Tradicionalmente, cuando los intérpretes tocan música kulintang, su participación es voluntaria. Los músicos ven las presentaciones como una oportunidad para recibir reconocimiento, prestigio y respeto de la comunidad y nada más.
La música kulintang difiere en muchos aspectos de la música gamelán, principalmente en la forma en que esta última construye melodías dentro de un marco de tonos esqueléticos y el intervalo de tiempo prescrito para la entrada de cada instrumento. El marco de la música kulintang es más flexible y los intervalos de tiempo son inexistentes, lo que permite que la improvisación sea más frecuente.

### Angklung

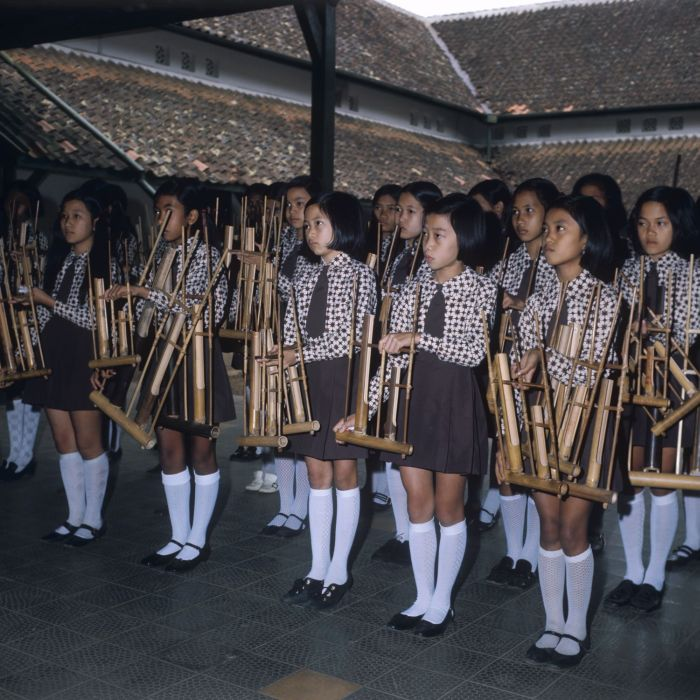
Actuación de Angklung

El angklung es un instrumento musical de bambú originario del pueblo sondanés de Java Occidental. Está hecho de tubos de bambú unidos a un marco de bambú. Los tubos están tallados de manera que tienen un tono resonante distintivo cuando se vibran. Cada angklung solo toca una nota.
Este instrumento musical hecho de bambú se toca agitándolo. El sonido del Angklung se genera por el impacto de los tubos de bambú. Tiene un sonido distintivo que vibra en una composición de 2, 3 o 4 notas en cada tamaño.
El Angklung existía antes de la era hindú en Indonesia. En los días del Reino de la Sonda (siglos XII al XVI), el Angklung se convirtió en un instrumento musical que siempre se utilizaba en varios eventos o celebraciones, especialmente eventos tradicionales en la agricultura. En ese tiempo, el Angklung se tocaba como adoración a "Dewi Sri", es decir, la Diosa del Arroz o la Diosa de la Fertilidad, para recibir bendiciones para las plantas cultivadas y también para prosperar en la vida. No solo eso, durante el reino de Sunda, el Angklung también se utilizaba como un estímulo para el espíritu de guerra.
Los tipos de bambú que se utilizan comúnmente como instrumentos musicales son el bambú negro (awi wulung) y el bambú ater (awi temen), que cuando se secan son de color amarillo blanquecino. Cada nota (tonalidad) se produce a partir del sonido del tubo de bambú en forma de hoja (wilahan) para cada segmento de bambú, desde pequeño a grande. Cada tamaño de bambú tiene un tono diferente. La UNESCO designó el angklung como una Obra Maestra del Patrimonio Oral e Inmaterial de la Humanidad el 18 de noviembre de 2010.

### Suling

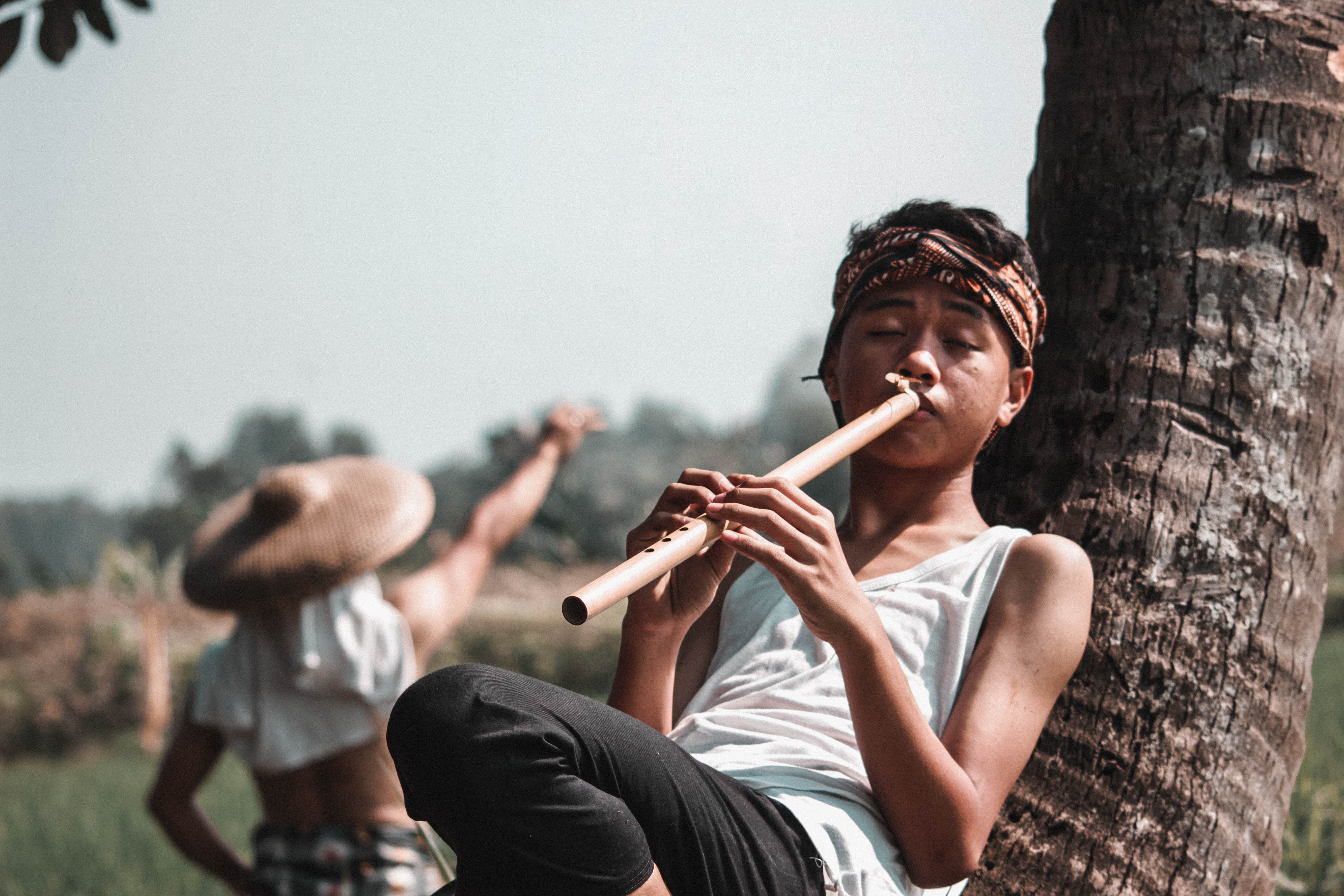
Niño tocando el suling

Suling es la palabra sundanesa para seruling, la palabra en indonesio, que significa 'flauta'. Hechas de bambú, las flautas indonesias siempre son sopladas por un extremo y varían en tamaño. La posición de los dedos cambia la longitud de onda de la resonancia sonora dentro del cuerpo del suling. Dependiendo de la distancia del agujero más cercano a la cabeza del suling, se pueden producir diferentes notas. La velocidad del flujo de aire también puede modificar la frecuencia del tono. Una nota con el doble de frecuencia se puede producir mayormente soplando aire en el orificio de la cabeza del suling con el doble de velocidad. Generalmente, cuanto más corto es el suling, más alto es el tono. Este simple suling produce melodías que tradicionalmente se han interpretado como el sonido del aprendizaje alegre. Hay muchas regiones en Indonesia que utilizan el suling como instrumento tradicional y tienen diferentes nombres locales para él. En Java, Sonda y Bali, este instrumento es comúnmente llamado suling; en Minang, se llama saluang; en Toraja, se llama flauta Lembang; en Halmahera, se llama bangsil, y en Nusa Tenggara Occidental, se llama silu. El suling es una flauta de bambú indonesia que se utiliza en varias interpretaciones de conjuntos musicales tradicionales, incluyendo gamelán, gambus y dangdut. Esta flauta está hecha de un tubo de bambú largo y de paredes delgadas llamado tamiang, y una delgada banda de ratán rodea la boquilla.

### Kacapi suling

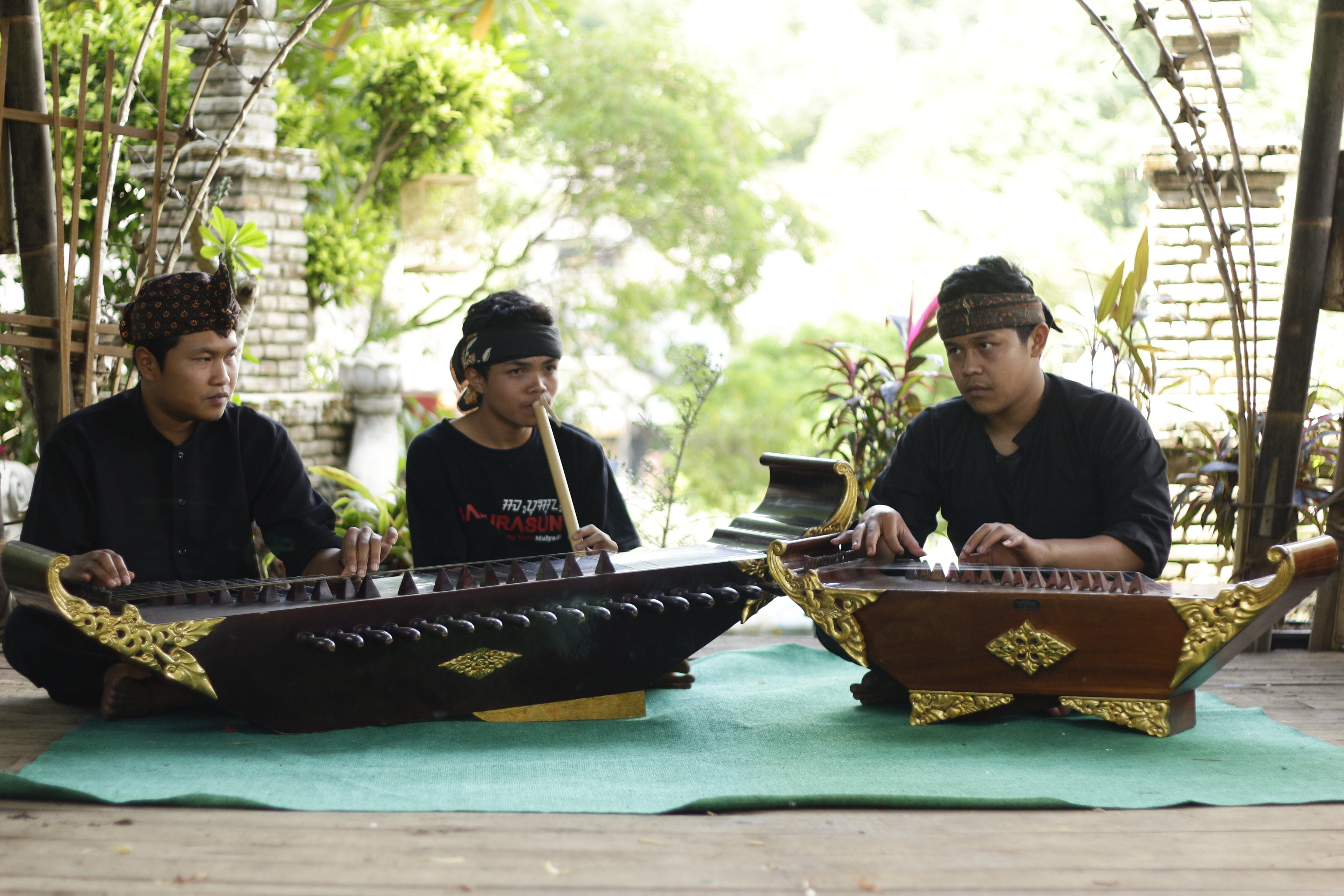
Hombres sundaneses tocando el Kacapi suling

Kacapi suling es un tipo de música instrumental que es altamente improvisada y popular en partes de Java Occidental que emplea dos instrumentos, kacapi (cítara) y suling (flauta de bambú). Está relacionado con tembang sunda. Las cadencias rítmicas del kacapi son lentas en tempo, producidas por cuerdas que se fusionan en una suave música cuando se combinan con la melodía del suling o voces melismáticas. El kacapi es una cítara tradicional del pueblo sundanés derivada del gu zheng chino, y similar al koto japonés, el yatga mongol, el gayageum coreano, el đàn tranh vietnamita y el jetigen kazajo, y el suling es una flauta de bambú.

### Kendang

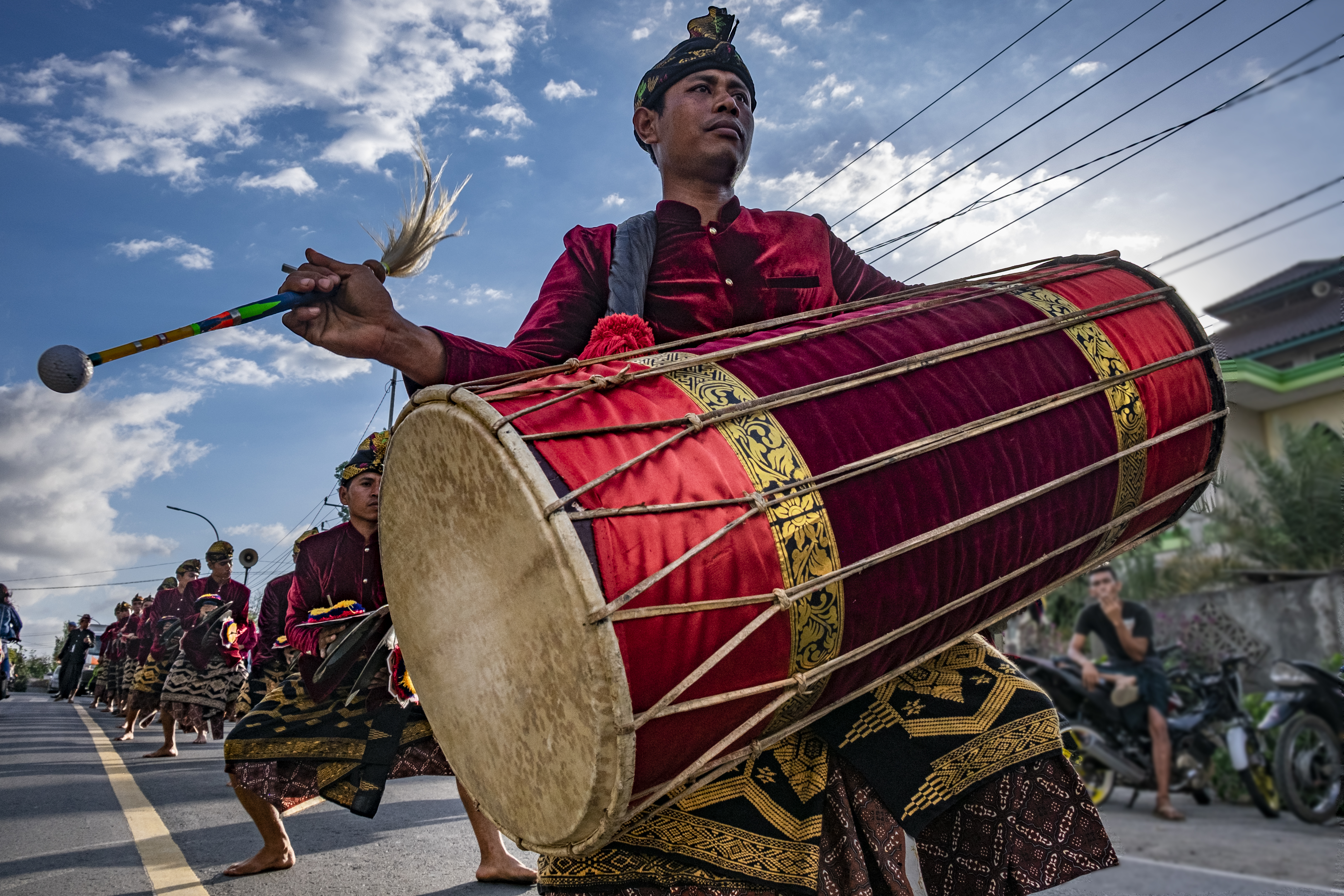
Actuación de Gendang beleq en Lombok, Provincia de Islas menores de la Sonda occidentales.

El Kendang o Gendang es un tambor de dos cabezas utilizado por los pueblos del archipiélago indonesio. Entre los javaneses, sundaneses o balineses, el kendang tiene un lado más grande que el otro, con el lado más grande, de tono más bajo, usualmente colocado a la derecha, y usualmente se colocan en soportes horizontalmente y se golpean con las manos en ambos lados mientras están sentados en el suelo. Entre grupos como los balineses, ambos lados son del mismo tamaño, y se tocan en uno o ambos lados utilizando una combinación de manos y/o palos. Entre los makasarés, los tambores Ganrang tienen mucha más importancia, considerándose el más sagrado de todos los instrumentos musicales, comparable a los gongs en Java.
Una de las variaciones más conocidas del Kendang es el Gendang beleq. Gendang beleq es una música tradicional de la isla de Lombok, Indonesia. El nombre gendang beleq es un término en idioma sasak, que significa "gran tambor (gran gendang)", ya que la actuación consiste en un grupo de músicos tocando, bailando y marchando con sus instrumentos tradicionales, centrados en dos grandes tambores (gendang). El tambor está hecho de un marco de madera con un parche de tambor de piel de cabra. La madera se selecciona de maderas que son duras pero ligeras. En una actuación de Gendang beleq, los percusionistas tocan y bailan un dueto dramático y confrontacional. Los percusionistas tocan una melodía entrelazada con sus grandes tambores. Además de poder tocar sus instrumentos, los intérpretes deben tener agilidad y resistencia para realizar la danza y marchar con su instrumento.

### Sasando

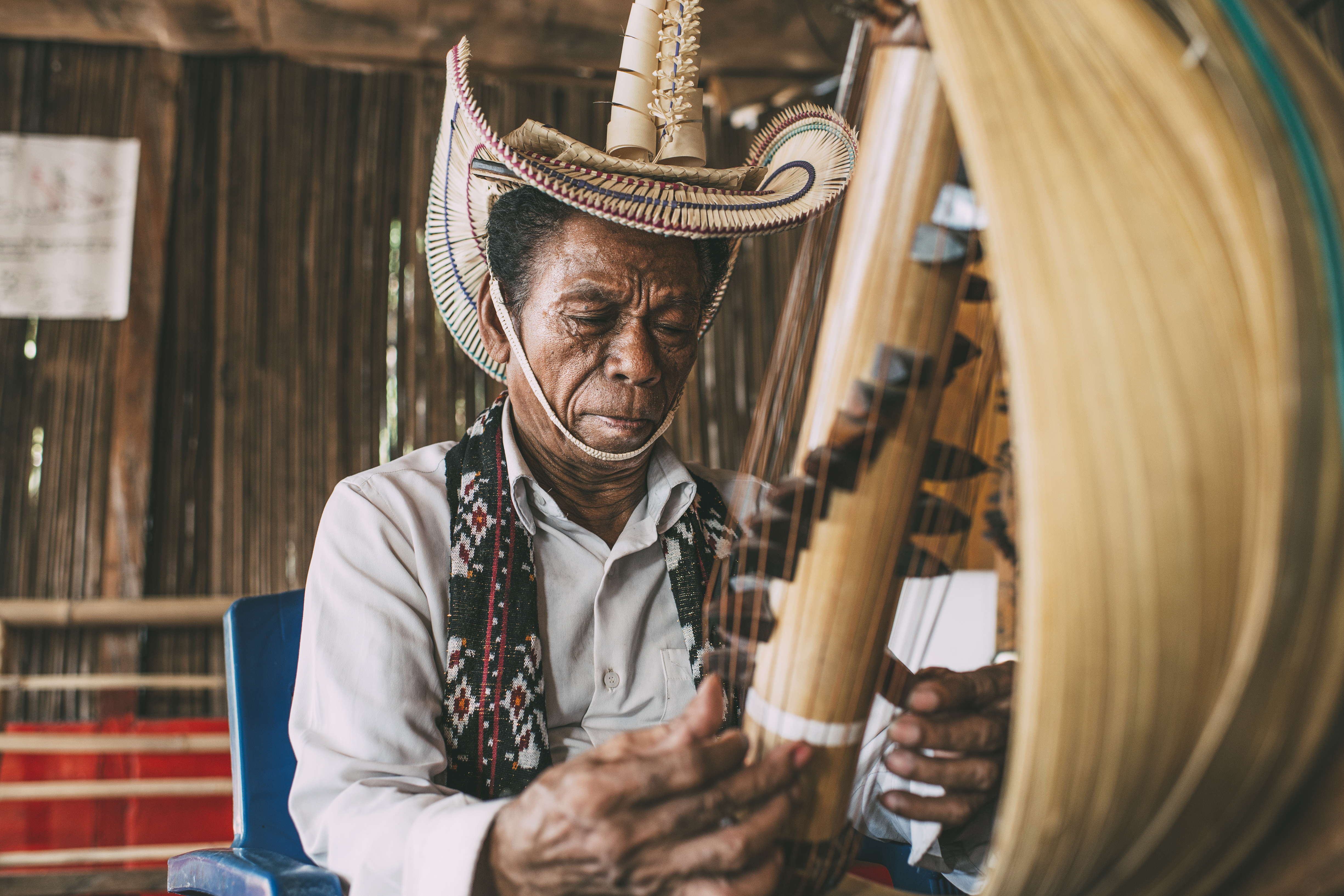
Hombre tocando el sasando

El Sasando es un instrumento de cuerdas pulsadas originario de la isla de Rote en Nusa Tenggara Oriental. Las partes del sasando consisten en un cilindro de bambú rodeado por varias cuñas donde se estiran las cuerdas, rodeado por una especie de abanico hecho de hojas secas de lontar o palmera (Borassus flabellifer), que funciona como resonador del instrumento.

### Tapanuli ogong
Es una actuación musical de la región de Tapanuli en Sumatra Septentrional. El Tapanuli ogong es una forma de música de baile interpretada con un tipo de laúd, trompeta y flauta.

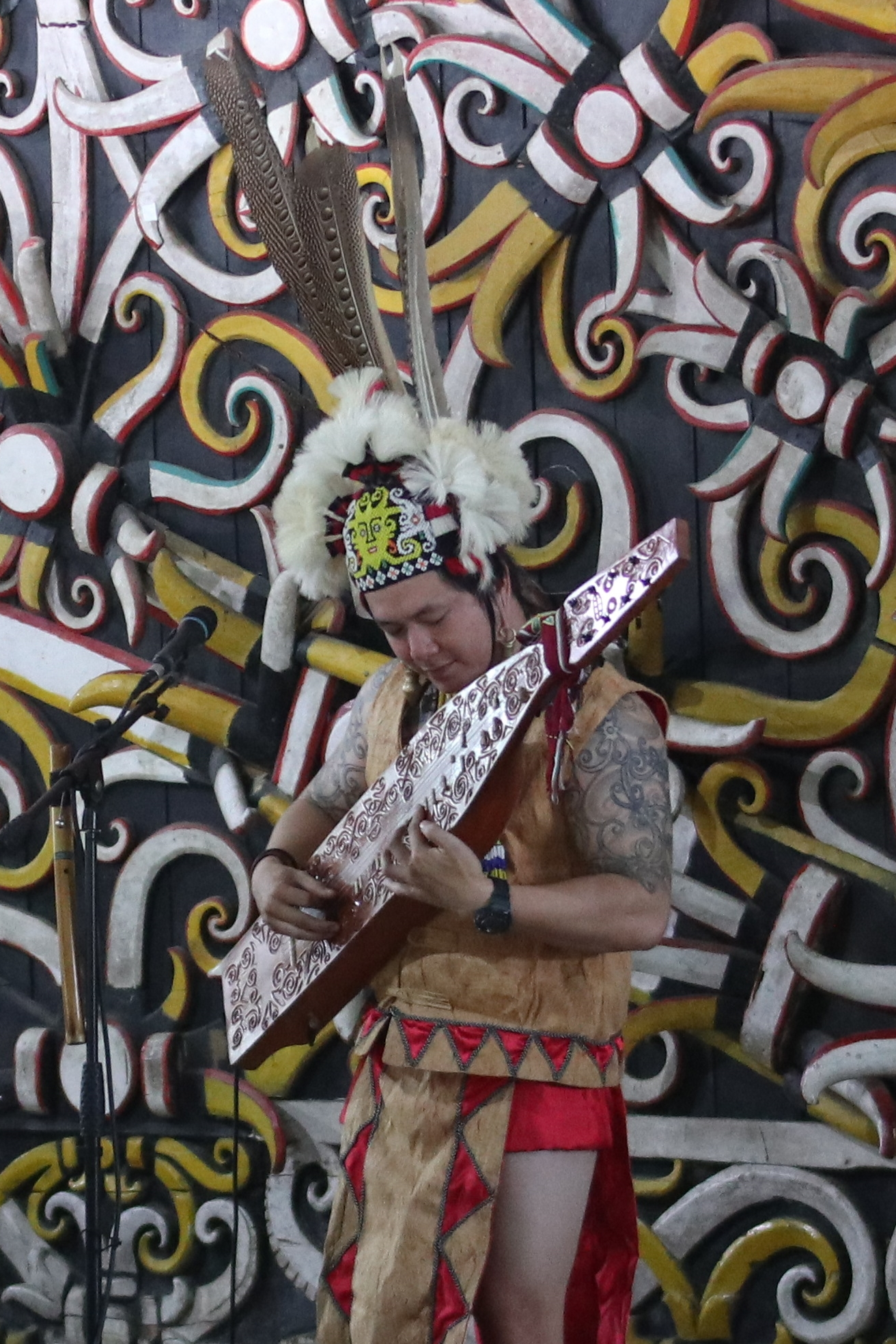
Hombre tocando el Sape

### Sape Dayak
El sapeʼ (sampek, sampeʼ, sapek) es un laúd tradicional de la comunidad Kenyah y Kayan que vive en las casas comunales que bordean los ríos de Kalimantan Oriental, Kalimantan Occidental y Kalimantan Septentrional. Los sape' se tallan en un solo tronco de madera, y muchos instrumentos modernos alcanzan más de un metro de longitud. Técnicamente, el sape es un instrumento relativamente simple, con una cuerda que lleva la melodía y las cuerdas acompañantes como drones rítmicos. En la práctica, la música es bastante compleja, con muchas ornamentaciones y variaciones temáticas.

## Géneros

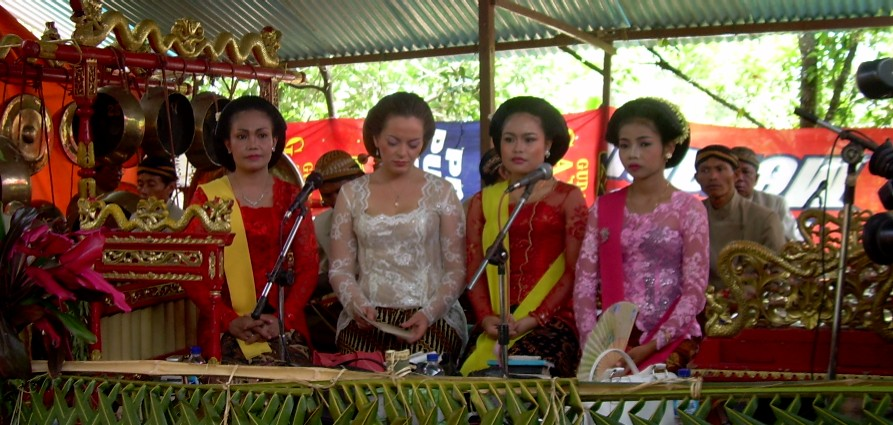
Mujeres javanesas cantando con estilo Sindhen

El diverso mundo de los géneros musicales de Indonesia es el resultado de la creatividad musical de su gente, y también de los encuentros culturales posteriores con influencias musicales extranjeras en el archipiélago. Junto con formas musicales nativas distintivas, varios géneros pueden rastrear su origen a influencias extranjeras; como el gambus y el qasidah de la música islámica de Oriente Medio, el keroncong de influencias portuguesas, y el dangdut con una notable influencia de la música hindú.

### Música folclórica

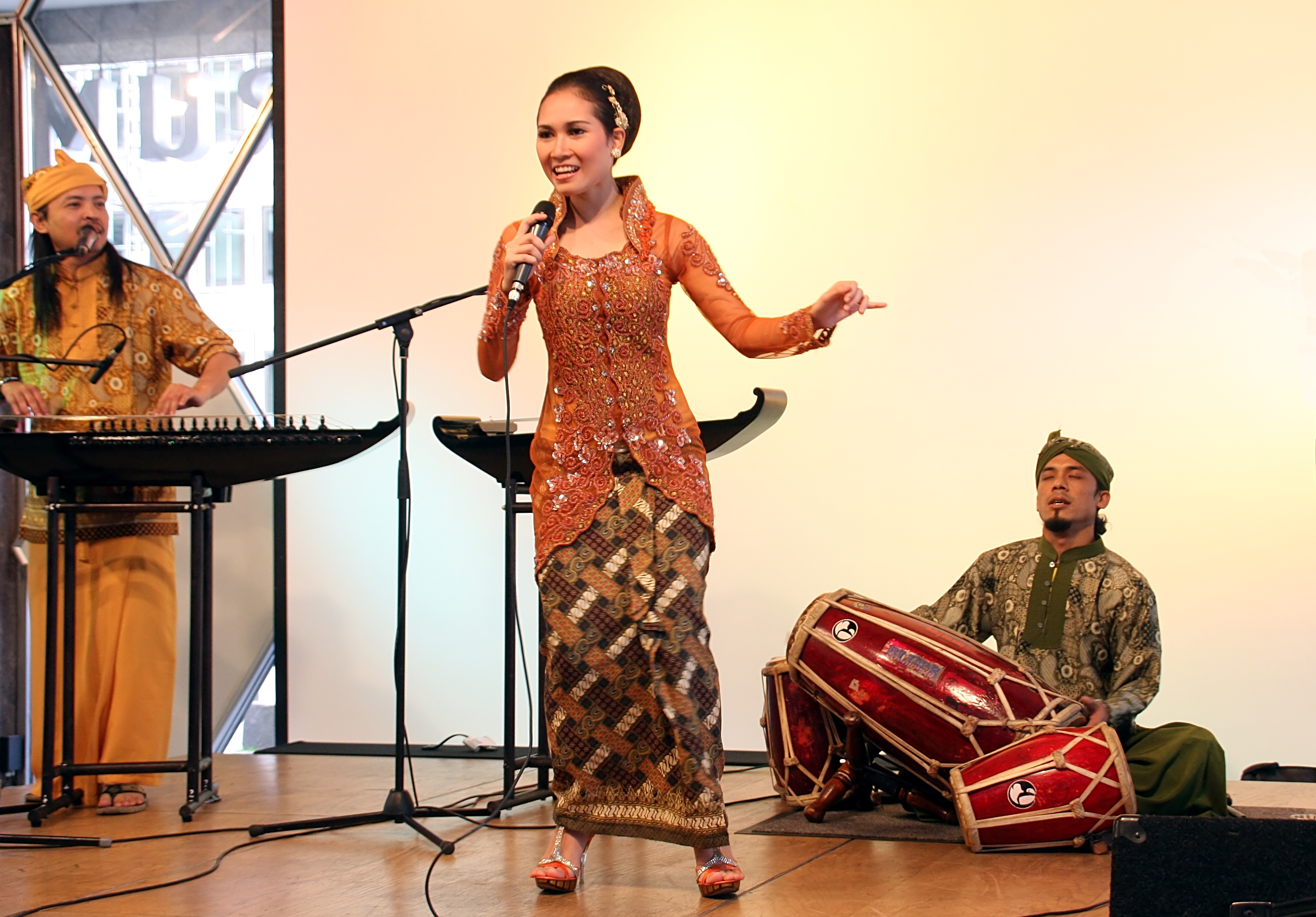
Actuación musical de SambaSunda, presentando instrumentos musicales tradicionales sundaneses.

Las músicas pop folclóricas regionales de Indonesia reflejan la diversidad de la cultura indonesia y de la etnicidad indonesia, utilizando principalmente idiomas locales y una mezcla de música y estilos instrumentales occidentales y regionales. La música folclórica de Indonesia es bastante diversa, y hoy en día abarca pop, rock, house, hip hop y otros géneros, así como formas indonesias distintivas. Existen varios tipos de música pop "étnica", generalmente agrupados como Pop Daerah (pop regional). Estos incluyen Pop sunda, Pop Minang, Pop Batak, Pop Melayu, Pop Ambon, Pop Minahasa y otros. Además de presentar el legado de las Lagu Daerah (canciones tradicionales regionales) de cada cultura regional, el músico también puede crear algunas nuevas composiciones en su propio idioma nativo.

### Tembang Sunda
Tembang sunda, también llamada "seni mamaos cianjuran" o simplemente cianjuran, es una forma de poesía cantada que surgió en la era colonial de Cianjur. Inicialmente se conocía como un arte aristocrático; uno de los compositores de cianjuran fue R.A.A. Kusumahningrat (Dalem Pancaniti), gobernante de Cianjur (1834-1862). Los instrumentos de Cianjuran son kacapi indung, kacapi rincik y suling o flauta de bambú, y rebab para composiciones salendro. Las letras suelen cantarse en verso libre, pero una versión más moderna, panambih, es métrica. Generalmente es el tambor.

### Jaipongan

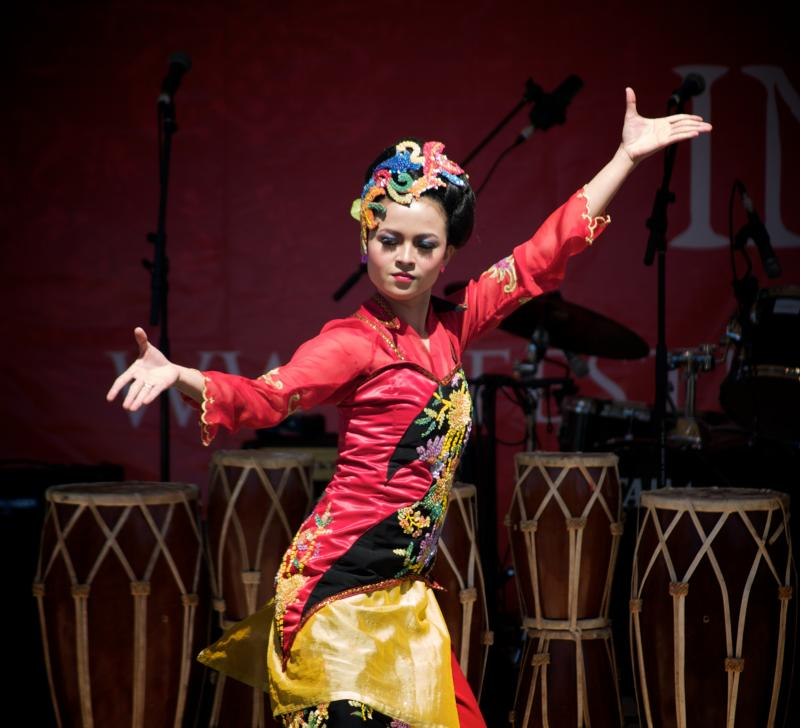
Actuación de danza Jaipongan

Jaipongan es una música de baile rítmica muy compleja del pueblo sundanés del oeste de Java. El ritmo es propenso a cambiar aparentemente al azar, lo que hace que bailar sea difícil para la mayoría de los oyentes. Sus instrumentos son enteramente sundaneses, sin instrumentos importados. Fue inventada por artistas como Gugum Gumbira después de que Sukarno prohibiera el rock and roll y otros géneros occidentales en la década de 1960.

### Gambus
Gambus literalmente significa oud, refiriéndose a un tipo de laúd o guitarra en forma de pera de 12 cuerdas, es la música vocal e instrumental islámica de origen medio oriental. Estas tradiciones comenzaron a incorporarse en muchas áreas de Indonesia en el siglo XVI.

### Qasidah moderna
Qasidah es una antigua palabra en árabe para poesía religiosa acompañada de cantos y percusión. La qasidah moderna adapta esto para audiencias populares. Se utiliza para denotar un tipo de orquesta y la música que toca, y se cree que fue introducida por colonos musulmanes de Yemen. La qasidah moderna deriva del pop islámico, añadiendo dialectos locales y letras que abordan cuestiones contemporáneas de Indonesia. Aunque popular entre los árabes en Indonesia, ha ganado poca popularidad en otros lugares. Uno de los grupos musicales más antiguos de qasidah moderna en Indonesia es Nasida Ria.
La forma contemporánea de la música influenciada por el Islam en Oriente Medio en Indonesia está ejemplificada por la banda Debu, que presenta un enfoque sufí en la música para difundir su mensaje.

### Kroncong

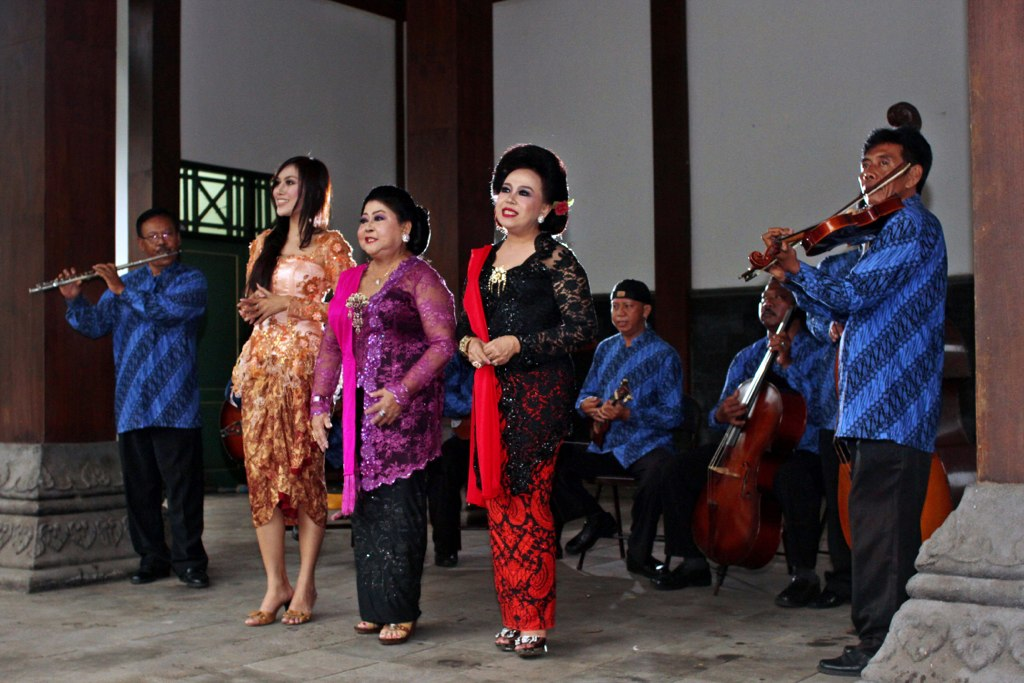
Keroncong Waldjinah en una actuación de kroncong en la 55ª Tong Tong Fair en La Haya en 2013.

Kroncong (ortografía alternativa: Keroncong) ha estado evolucionando desde la llegada de los portugueses, que trajeron instrumentos europeos. Para principios de 1900, se consideraba una música urbana de baja clase. Esto cambió en la década de 1930, cuando la naciente industria cinematográfica de Indonesia comenzó a incorporar kroncong. Y luego, aún más en la segunda mitad de la década de 1940, se asoció con la lucha por la independencia.
Quizás la canción más famosa en el estilo kroncong sea "Bengawan Solo", escrita en 1940 por Gesang Martohartono, un músico solonés. Escrita durante la ocupación de la isla por parte del Ejército Imperial Japonés en la Segunda Guerra Mundial, la canción (sobre el Río Solo Bengawan, el río más largo e importante de Java) se volvió ampliamente popular entre los javaneses, y luego a nivel nacional cuando las grabaciones se transmitieron por las emisoras de radio locales. La canción también se hizo bastante popular entre los soldados japoneses, y cuando regresaron a Japón al final de la guerra, las regrabaciones de la misma (por artistas japoneses) se convirtieron en éxitos de ventas. A lo largo de los años, ha sido relanzada muchas veces por artistas notables, principalmente en Asia pero también más allá (como Anneke Grönloh), y en algunos lugares se considera que tipifica la música indonesia. El mismo Gesang sigue siendo el exponente más renombrado del estilo, que aunque ahora se considera una forma algo anticuada y "pasada de moda", sigue siendo popular entre amplios segmentos de la población, particularmente la generación mayor.
Después de la Segunda Guerra Mundial y durante la Revolución Nacional de Indonesia (1945-1949) y posteriormente, el kroncong se asoció con el patriotismo, ya que muchos poetas indonesios y autores de canciones patrióticas utilizaron el kroncong y una especie de fusión jazz como el género de sus obras. El tema patriótico y el romance bélico eran evidentes en las obras de Ismail Marzuki, como "Rayuan Pulau Kelapa", "Indonesia Pusaka", "Sepasang Mata Bola", "Keroncong Serenata" y "Juwita Malam". Estas canciones patrióticas pueden cantarse en himno o incluso en orquesta, pero a menudo se cantaban en estilo kroncong conocido como kroncong perjuangan (kroncong de lucha). Las divas del kroncong, Waldjinah, Sundari Sukoco y Hetty Koes Endang, fueron instrumentales en la revitalización del estilo en la década de 1980.

### Langgam Jawa
Hay un estilo de kroncong nativo de Surakarta (Solo) llamado langgam jawa, que fusiona el kroncong con la escala de siete notas del gamelán.

### Gambang kromong

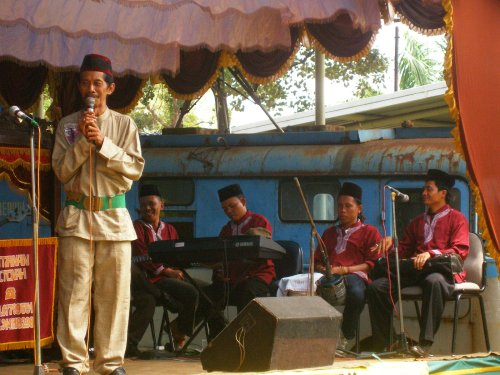
Gambang kromong, una música interpretada en percusiones melódicas y metal, es originaria de la capital de Indonesia, Yakarta.

A principios del siglo XX, el kroncong se utilizó en un tipo de teatro llamado Komedi Stambul; adaptado para este propósito, la música se llamó gambang kromong. El Gambang kromong es bastante prevalente en la cultura betawi de Yakarta.

### Tanjidor
Tanjidor es un conjunto musical tradicional del pueblo betawi de Yakarta. Los instrumentos utilizados son casi los mismos que los de una banda de música militar y/o un cuerpo de tambores/cuerpo de tambor y corneta, y generalmente consisten en tuba o sousaphone, trompeta, clarinete, pandereta y tambores. El término tanjidor deriva del portugués tanger (tocar música) y tangedor (tocar música al aire libre), posteriormente adoptado en idioma betawi como tanji (música). Además de Yakarta, el conjunto musical tanjidor también se puede encontrar en Pontianak, Kalimantan Occidental.

### Campursari
Un estilo de fusión musical de música tradicional javanesa y dangdut que prevalece en la esfera cultural de los javaneses, principalmente Java Central, Yogyakarta y Java Oriental, quizás su mayor artista actual es Didi Kempot. En la parte occidental de Java, nació y se desarrolló una versión Dangdut Sundanesa o Campursari de los sundaneses a partir de la música tradicional Jaipong con un ritmo de tambor distintivo.

### Dangdut

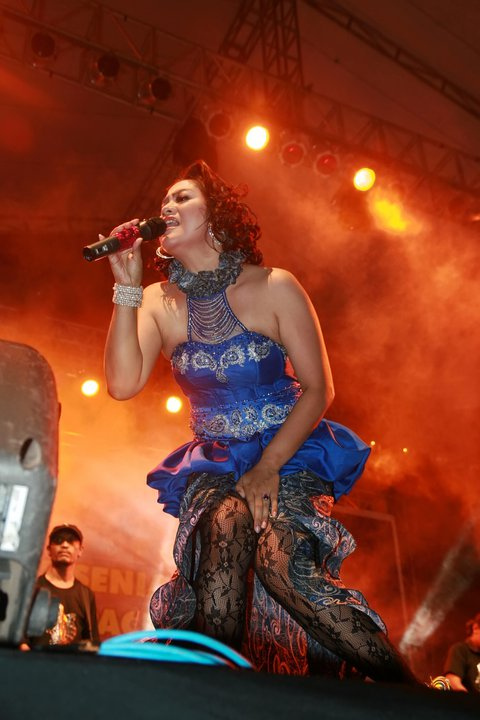
Actuación de Dangdut

El Dangdut es un género de música tradicional popular en Indonesia, que se deriva en parte de la música india, árabe y malaya. Consiste en música melodiosa y armoniosa con la Tabla como el principal ritmo de percusión, especialmente en las versiones clásicas de dangdut. Originalmente era una música de baile indonesia que se ha extendido por todo el sudeste asiático, convirtiéndose en el estilo pop dominante a mediados de la década de 1970. Famoso por su ritmo vibrante y las letras ligeramente moralistas que atraen a los jóvenes, las estrellas de dangdut dominan la escena pop moderna. Sin embargo, el dangdut, especialmente interpretado por cantantes femeninas, también presenta con frecuencia movimientos de baile sugestivos y letras atrevidas para atraer a un público más amplio. Este desarrollo fue fuertemente criticado por la generación mayor de artistas dangdut más conservadores.
El dangdut se basa en los cantantes, y las estrellas incluyen a Rhoma Irama y Elvy Sukaesih (el Rey y la Reina del Dangdut), Mansyur S., A. Rafiq, Camelia Malik y Fahmy Shahab; junto con Cici Paramida, Evie Tamala, Inul Daratista, Julia Perez y Dewi Perssik de la generación más joven.

## Música contemporánea
La música contemporánea de Indonesia es diversa. A lo largo de su historia, los músicos indonesios han estado abiertos a las influencias extranjeras de varios géneros musicales del mundo. El jazz estadounidense fue ampliamente promocionado en Asia, y los foxtrots, tangos, rumbas, blues y estilos de guitarra hawaiana fueron imitados por músicos indonesios. Como resultado, se desarrollaron varios géneros dentro del marco musical indonesio: pop indonesio, rock, gospel, jazz, R&B y hip hop.
La música indonesia también juega un papel relevante en la cultura pop creativa de Indonesia, especialmente como las bandas sonoras o canciones temáticas del cine indonesio y los sinetrons (telenovelas indonesias). La película indonesia Badai Pasti Berlalu (1977) también produjo un exitoso éxito de banda sonora con el mismo título en el mismo año, la banda sonora se rehizo en 1999 con Chrisye como el cantante principal y fue arreglada por Erwin Gutawa en estilo orquestal. En 2007, la película fue rehecha nuevamente con una nueva banda sonora que aún presenta las mismas canciones interpretadas por artistas de la generación más joven. Otra popular película juvenil indonesia Ada Apa Dengan Cinta (2002) también produjo éxitos de banda sonora con la mayoría de las canciones escritas e interpretadas por Melly Goeslaw.
Hoy en día, la industria musical de Indonesia goza de popularidad a nivel nacional. Gracias a la cultura común y los idiomas inteligibles entre el indonesio y el malayo, la música indonesia disfrutó de popularidad regional en países vecinos como Malasia, Singapur y Brunéi. Sin embargo, la abrumadora popularidad de la música indonesia en Malasia alarmó a la industria musical malaya. En 2008, la industria musical malaya exigió la restricción de las canciones indonesias en las transmisiones de radio malasias.

### Orquesta
La música clásica occidental llegó a Indonesia en la era de las Indias Orientales Neerlandesas ya en el siglo XVIII, pero fue disfrutada solo por un puñado de ricos propietarios de plantaciones neerlandeses y oficiales en clubes sociales y salones de baile de élite como Societeit Harmonie en Batavia y Societeit Concordia en Bandung. El De Schouwburg van Batavia (hoy Gedung Kesenian Yakarta) fue diseñado como un salón de conciertos en el siglo XIX. La música clásica se restringió a los ciudadanos refinados, ricos y educados de alta clase, y nunca penetró en el resto de la población durante la era colonial de las Indias Orientales.[cita requerida] El tipo de música de origen occidental que trascendió la barrera social en ese momento fue el Kroncong, conocido como música de clase baja.
Un grupo amateur llamado Bataviasche Philharmonic Orchestra fue establecido en tiempos coloniales neerlandeses. Se convirtió en la orquesta de NIROM cuando nació la estación de radiodifusión Nederlandsch-Indische Radio Omroep Maatschappij en 1912. Hoy en día, se conoce como la Orquesta Sinfónica de Yakarta que ha existido en el mundo musical del país durante casi un siglo a través de sus cambios de formato para adaptarse a las tendencias y necesidades vigentes. En 1950, una fusión de la Orquesta Cosmopolitan bajo Joel Cleber y la Orquesta Studio Yakarta bajo Sutedjo e Iskandar apareció como la Orquesta de Radio Djakarta bajo Henkie Strake para repertorios clásicos, y la Orquesta Studio Yakarta dirigida por Syaiful Bachri se especializó en piezas indonesias. En 2010, la Orquesta Sinfónica de Yakarta regresó después de una ausencia bastante prolongada.
En las décadas de 1960 a 1980, la música clásica en Indonesia se transmitía principalmente por el servicio nacional de radiodifusión Radio Republik Indonesia (RRI) y la estación nacional de televisión Televisi Republik Indonesia (TVRI) a través de sus programas. Durante estas décadas, la orquesta clásica se desarrolló principalmente en las universidades como una actividad extracurricular para los estudiantes, que incluía coro. En la década de 1990, el grupo de orquestas sinfónicas profesionales comenzó a tomar forma, notablemente la Twilite Orchestra dirigida por Adie MS, fundada en junio de 1991, inicialmente un ensamble con 20 músicos. El ensamble se ha desarrollado desde entonces en una orquesta sinfónica completa con 70 músicos, un coro Twilite de 63 miembros, y un repertorio que va desde Beethoven hasta The Beatles. La orquesta ha jugado un papel en la promoción de la música indonesia, especialmente en la preservación de canciones nacionales de compositores indonesios y canciones tradicionales. Con la ayuda de la Orquesta Filarmónica de Victoria con el Coro Twilite, Addie MS regrabó el himno nacional indonesio, Indonesia Raya, de WR Supratman en su arreglo orquestal original de Jos Cleber, así como otras canciones nacionales populares indonesias en el álbum Simfoni Negeriku.
El compositor indonesio considerado más prominente y conocido a nivel mundial en la música clásica/contemporánea es Ananda Sukarlan (nacido en 1968), con muchas obras orquestales, de cámara e instrumentales. Sus obras más celebradas son una serie de Rapsodia Nusantara virtuosas para piano solo, con motivos musicales basados en canciones populares indonesias. Ha escrito obras para músicos como los de la Orquesta Sinfónica de Boston, la violinista Midori Goto, entre otros, y sus obras se interpretan ampliamente en todo el mundo.
Hoy en día, las grandes ciudades como Yakarta, Bandung, Yogyakarta, Surabaya, Medan y Batam no son desconocidas para la música orquestal, con sus propios grupos sinfónicos. Yakarta, por ejemplo, tiene su Orquesta Sinfónica Nusantara, la Twilite Orchestra y la Orquesta de Cámara de Yakarta.
Indonesia también tiene muchas canciones patrióticas que son usadas, interpretadas y memorizadas por la población, algunas de estas canciones nacionales fueron utilizadas durante la era colonial de las Indias Orientales Neerlandesas, Ocupación Japonesa, y hoy en día en Indonesia. Muchas de estas canciones han sido grabadas usando grabaciones orquestales en diferentes álbumes como 'Simfoni Negeriku' dirigido por Addie MS.

### Pop

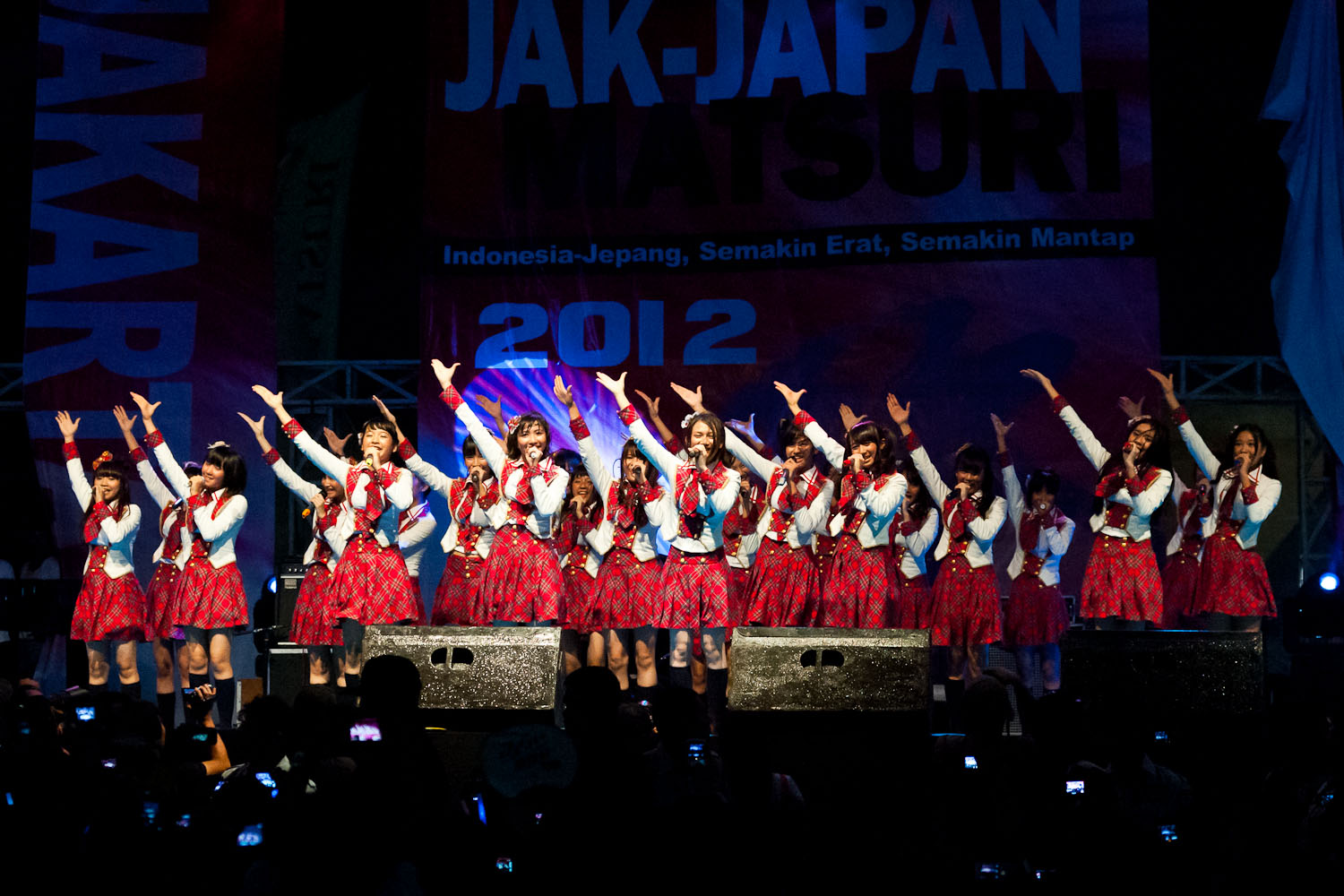
JKT48 actuando en el Matsuri Yakarta-Japón 2012

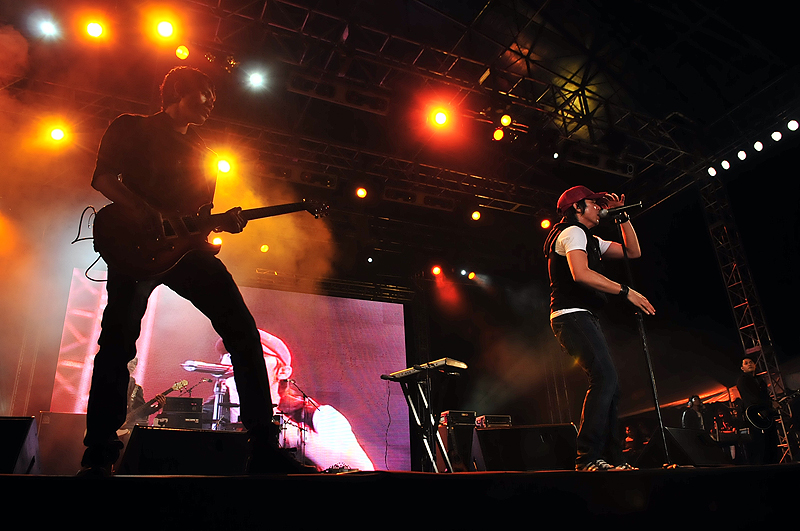
Peterpan actuando en Kuala Lumpur, Malasia, en 2008

La música pop de Indonesia hoy en día, conocida simplemente como "pop Indonesia", a veces está influenciada por tendencias y grabaciones de la música occidental. Aunque las influencias que van desde el pop estadounidense, el pop británico y también el J-pop asiático son obvias, el fenómeno del pop indonesio no es completamente derivado; expresa los sentimientos y estilos de la vida contemporánea de Indonesia.
Koes Bersaudara, luego formada como Koes Plus, se considera una de las pioneras del pop y el rock and roll indonesios en las décadas de 1960 y 1970. Las influencias de la música estadounidense y británica eran obvias en la música de Koes Bersaudara; The Beatles se conocían como la principal influencia de esta banda. Varios músicos indonesios sobrevivieron a través de las décadas y se convirtieron en leyendas de la música indonesia, como los cantantes pop y de baladas Iwan Fals y Chrisye; la leyenda del rock God Bless, Panbers, y D'Lloyd; el maestro del dangdut Rhoma Irama. Una de las cantantes indonesias más influyentes en la escena de la música pop, especialmente durante los primeros años 2000, es Agnes Monica, quien luego fue conocida como Agnez Mo.
A finales de los 90 y principios de los 2000, las bandas populares incluyen Slank, Dewa 19, Peterpan, Gigi, Sheila on 7, Jamrud, Padi, Ungu, Radja, Letto, D'Masiv y Nidji, todas las cuales realizan giras regularmente en Indonesia, Singapur y Malasia, y han sido presentadas en MTV Asia.
Algunas de las bandas pop indonesias están relacionadas con sus raíces malayas y revivieron un género llamado "Band Pop Melayu" (Banda Pop Malaya) que se hizo popular a finales de los 2000. Las bandas pop malayas incluyen Kangen Band, WALI, Hijau Daun, Armada, Angkasa y ST 12.
La música pop indonesia de los años 1980 y 1990 comúnmente se refiere como "city pop indonesio", debido a sus similitudes percibidas con el género japonés. El city pop japonés ganó popularidad entre los jóvenes y músicos aficionados a finales de la década de 2010 a través de Internet.
Las influencias extranjeras más recientes en la música pop indonesia provienen del pop japonés. Varias bandas como J-Rocks emulan la cultura pop japonesa. Las bandas femeninas también están proliferando entre las bandas masculinas, como 7icons y Cherrybelle, así como JKT48, que es una rama del grupo japonés AKB48.

### Rock
Al igual que la música pop, la escena del rock indonesio también estuvo fuertemente influenciada por el desarrollo de la música rock en Estados Unidos. Las bandas de rock indonesias más influyentes fueron probablemente Panbers y God Bless, que fueron populares en las décadas de 1970 y 1980. A finales de los 80 y mediados de los 90, varias cantantes de rock femeninas, conocidas popularmente como "Lady Rockers", fueron famosas en Indonesia, como Nicky Astria, Nike Ardilla y Anggun, quien comenzó su carrera como cantante de pop-rock en Indonesia antes de mudarse a Francia y continuar su carrera internacional. Otras bandas de rock notables incluyen Slank y Jamrud. También existen bandas de metal, como la banda de metalcore Killing Me Inside, la banda de death metal/grindcore Jasad y la banda de groove metal/metalcore Burgerkill. La escena punk también tuvo un éxito constante en el underground, con bandas como Pee Wee Gaskins, Superman Is Dead, y Netral que alcanzaron la corriente principal. Un acto notable del ska es Tipe-X.

### Música experimental
Una escena significativa de música experimental se ha desarrollado en Indonesia, con muchos actos que combinan técnicas vocales tradicionales indonesias e instrumentación con géneros como el metal y la música electrónica como el gabber y el ambient. La banda experimental Senyawa ha logrado un éxito internacional con estas fusiones. Sellos como Yes No Wave en Yogyakarta han estado a la vanguardia de la promoción de la escena experimental indonesia.

### Gospel
El gospel también tiene una gran influencia en Indonesia. La música gospel comenzó a entrar en Indonesia en la década de 1980 cuando fue traída por figuras evangélicas de los Estados Unidos (Movimiento evangélico). La música gospel experimentó su pico de popularidad en Indonesia en la década de 1991, momento en el cual Franky Sihombing creó muchas canciones espirituales cristianas. La entrada de la música gospel en Indonesia no fue muy solicitada por los amantes de la música en Indonesia, pero trajo muchos cambios a la música de la iglesia. Actualmente, muchas iglesias en Indonesia utilizan la música gospel como un medio para su adoración. Además de eso, también hay muchos músicos indonesios de gospel famosos que lanzan canciones para congregaciones indonesias como un medio de evangelización y discipulado. Además de eso, también hay muchos músicos de gospel indonesios conocidos como Joy Tobing, Sidney Mohede, Sari Simorangkir y Franky Sihombing, así como músicos de equipos de alabanza y adoración de la iglesia como JPCC Worship. La música gospel en Indonesia ahora se ha expandido a todo un género de música espiritual cristiana.
En los últimos años, la música gospel también se ha vuelto cada vez más popular entre el pueblo indonesio, especialmente los cristianos. Los conciertos de música gospel que se celebran en Indonesia siempre están llenos de fanáticos de la música gospel de varios círculos, especialmente en reuniones de avivamiento cristiano. Además de eso, la música gospel indonesia también es popular en iglesias de países vecinos, como Malasia, lo cual es común porque el malayo se utiliza en ese país como idioma oficial y como idioma de instrucción para la adoración, que tiene idiomas similares como el indonesio, por lo que está estrechamente relacionado y en parte es mutuamente comprensible.

### Fusión de jazz
Algunos músicos y bandas indonesias han explorado la música jazz. Los músicos de jazz indonesios notables incluyen a Jack Lesmana, Benny Likumahuwa, Benny Mustafa, Maryono, Bubi Chen Maliq & D'Essentials. Varias otras agrupaciones fusionan la música jazz fusión contemporánea occidental con las tradiciones de música étnica de su lugar de origen. En el caso de Krakatau y SambaSunda, las bandas de Java Occidental, la kacapi suling tradicional sundanesa y la orquesta de gamelán se interpretan junto con batería, teclado y guitarras. El Festival Internacional de Jazz de Java en Yakarta se celebra anualmente. El último desarrollo del Jazz en Indonesia se refleja en la gran cantidad de festivales de jazz que se celebran cada año.

### R&B
Actualmente, el R&B es uno de los géneros musicales más populares desarrollados por los músicos en Indonesia. Tanto los músicos que ya tienen una gran reputación como los recién llegados presentan sus propios colores musicales, lo que ayuda a introducir el R&B más ampliamente para que pueda ser aceptado por varios grupos de la sociedad indonesia.

### Hip hop
En Indonesia, la música hip-hop fue introducida generalmente por Benyamin Sueb y Farid Hardja. Luego, otros músicos de hip-hop también introdujeron la música hip-hop al público, como Iwa-K y otros músicos de hip-hop.
En la década de 1980, cuando los jóvenes aún amaban la música rock, Iwa-K comenzó a involucrarse con la música rap, un género musical que pone más énfasis en las técnicas de cháchara que en el uso de instrumentos musicales.

### Escena indie
A finales de la década de 2000, varias bandas indie como Mocca, White Shoes & the Couples Company y Efek Rumah Kaca surgieron en la corriente principal, proporcionando bandas sonoras para películas y posteriores giras en territorios extranjeros. Al entrar en la nueva década (2010), la música indie rompió en la cultura dominante con su atractivo mucho mayor entre los adolescentes debido a sus sonidos minimalistas y melancólicos y letras relacionadas con la edad. El avance comercial de su género fue liderado por Payung Teduh, Fourtwenty, Stars and Rabbit, Danilla, Banda Neira, Barasuara, y Fiersa Besari.

### Artistas contemporáneos notables
- Agnez Mo
- Benyamin Sueb
- Bing Slamet
- Brian Immanuel (Rich Brian)
- Chrisye
- Ebiet G. Ade
- Fariz RM
- Gesang
- Gombloh
- Guruh Sukarnoputra
- Harry Roesli (1950s–1970s)
- Iwan Fals
- Nicole Zefanya (Niki)
- Titiek Puspa
- The Tielman Brothers, euroasiáticos originarios de Indonesia que ganaron popularidad en Europa. Su estilo se llama Indorock, según el término colonial utilizado para los euroasiáticos: Indoeuropeo, abreviado como Indo.
- Rainych
- Stephanie Poetri